# (500518) 2012 TL300
(500518) 2012 TL300 es un asteroide perteneciente al cinturón de asteroides, descubierto el 14 de agosto de 2012 por el equipo del Pan-STARRS desde el Observatorio de Haleakala, Hawái, Estados Unidos.

## Designación y nombre
Designado provisionalmente como 2012 TL300.

## Características orbitales
2012 TL300 está situado a una distancia media del Sol de 2,771 ua, pudiendo alejarse hasta 3,294 ua y acercarse hasta 2,249 ua. Su excentricidad es 0,188 y la inclinación orbital 8,858 grados. Emplea 1685,71 días en completar una órbita alrededor del Sol.

## Características físicas
La magnitud absoluta de 2012 TL300 es 17,1. 